# Aphrophila flavopygialis
Aphrophila flavopygialis là một loài ruồi trong họ Limoniidae. Chúng phân bố ở miền Australasia.